# Ezzelino da Romano
Ezzelino III da Romano (també Ezelin, Ecelino, Eçelino 25 d'abril de 1194 – 7 d'octubre de 1259) va ser un conqueridor, dictador, polític i soldat italià. Exercí de podestà de Verona entre 1226 i 1230, un altre cop el 1232, i finalment el 1259. També fou podestà de Vicenza de 1236 a 1259, a través del seu regent Ansedisio Guidotti.

## Biografia
Ezzelino era fill d'Ezzelino II da Romano, governador de Bassano i membre d'una família d'origen germànic, i Adelaida degli Alberti di Mangona. Sempre aliat de l'emperador Frederic II i dels gibel·lins, va ser nomenat podestà pel senat de Verona i amb l'ajuda de Frederic va saquejar els territoris de Màntua, Brescia i Vicenza
Quan l'emperador va tornar al nord per combatre el duc d'Àustria, Ezzelino es va quedar com a comandant en cap de l'exèrcit imperial al nord d'Itàlia, i com a líder visible de la causa gibel·lina.
El 1234 Ezzelino va esposar Selvaggia, una filla natural de Frederic. Ezzelino va conquerir Verona i, amb traïdoria, Pàdua, arrabassant el títol de podestà de la ciutat. Va ser un dels protagonistes de la victòria gibel·lina a la batalla de Cortenuova (1238), i va ser nomenat vicari imperial de la Marca de Treviso. La seva prolongada disputa amb el duc d'Este va acabar amb la derrota absoluta d'aquest, i l'annexió dels seus territoris al que ja era un petit imperi governat per Ezzelino. Va adquirir reputació de cruel i es deia que torturava sense pietat els seus enemics.
El 1254, quatre anys després de la mort de Frederic II, va ser excomunicat pel Papa Innocenci IV, que emprengué una croada contra seu. Tot i que obtingué diverses victòries, va ser ferit a la batalla de Cassano d'Adda i fou capturat mentre es retirava. Va morir uns dies després, amb més de seixanta anys, a causa de les ferides rebudes durant la batalla.
La majoria de les fonts sobre Ezzelino provenen d'una tradició literària que el va identificar com el símbol de la crueltat i la tirania. Els poetes i cronistes immediatament posteriors a ell evoquen les seves contínues transgressions morals i el seu ús arbitrari del poder. A la Divina Comèdia de Dante Alighieri, apareix al setè cercle de l'infern entre els violents contra els seus veïns (Canto XII). La seva germana petita Cunizza també és citada pel poeta al Paradís.